# نهر باجويامان
نهر باجويامان (بالإندونيسية: Sungai Paguyaman) هو نهر يقع في سولاوسي بإندونيسيا.